# ヒューナーテスト
ヒューナーテスト（英: Huhner test ）は、不妊症の検査の一つでin vivoで施行される精子頸管粘液適合試験のことである。性交後試験、postcoital testとも呼ばれる
。

## 概要
排卵日に合わせて性交を行わせ、2～3時間後に受診し、後膣円蓋の貯留液、頸管粘液を採取し、顕微下で精子の有無と運動率を観察する。後膣円蓋の潮流液に精子を認めれば、確実に膣内に射精できておりかつ無精子症を否定でき、頸管粘液で25個以上/HPF認められれば、本試験陽性とされる。

## ヒューナー試験後の流れ
- good：タイミング指導（4周期）→AIH(6～7週)→ART[3]
- poor：AIH→ART